# Phare d'Hudson-Athens
Le phare d'Hudson-Athens (anglais : Hudson-Athens Light) est un phare actif situé sur le fleuve Hudson, entre les villes d'Hudson et Athens, dans le Comté de Columbia (État de New York).
Il est inscrit au Registre national des lieux historiques depuis le 29 mai 1979 .

## Histoire
Construit en 1874, il marque une crête sablonneuse connue sous le nom de Middle Ground Flats et sert également d’aide générale à la navigation sur le fleuve. La station est construite sur un caisson en granit avec une forme unique conçue pour la protéger des glaces et des débris de rivière. La maison de gardien est construite dans le style Second Empire, avec un toit en mansarde. On le considère pratiquement comme un jumeau du phare de Stepping Stones dans le détroit de Long Island, qui a été construit quelques années plus tard.
Le phare a été mis en service par Henry D. Best, le premier gardien de phare de la station, le 14 novembre 1874. Il a été équipé d'une lentille de Fresnel de cinquième ordre en 1926 et la station a été entièrement automatisée le 10 novembre 1949.

### Préservation
En 1967, la Hudson River Valley Commission , dirigée par Nelson Rockefeller, a suggéré que certains phares appartenant à l'United States Coast Guard soient confiés à des groupes historiques à but non lucratif pour assurer leur préservation et leur entretien. Hudson–Athens a été la première station expérimentée dans le cadre d'un tel programme et, le 15 février 1984, un bail de 20 ans a été signé entre la Garde côtière et la Société de préservation du phare Hudson–Athens (HALPS). En 2000, le titre de propriété de la station a été confié de manière permanente à l HALPS. Aujourd'hui, elle effectue des visites occasionnelles de la station, qui est en train de retrouver son état actuel, comme dans les années trente.

## Description
Le phare  est une tour carrée en brique rouge avec galerie et lanterne de 9 m de haut, montée sur une maison de gardien. La tour est non peinte et la lanterne est noire.
Son feu à occultations émet, à une hauteur focale de 15 m, un éclat vert de 0.4 seconde par période de 2.5 secondes. Sa portée est de 4 milles nautiques (environ 7.5 km).
Il est équipé d'une cloche de brouillard émettant un son par période de 15 secondes.

## Caractéristiques dufeu maritime
Fréquence : 2.5 secondes (G)
- Lumière : 0.3 seconde
- Obscurité : 2.2 secondes

Identifiant : ARLHS : USA-391 ; USCG : 1-38560 - Admiralty : J1140.75 .

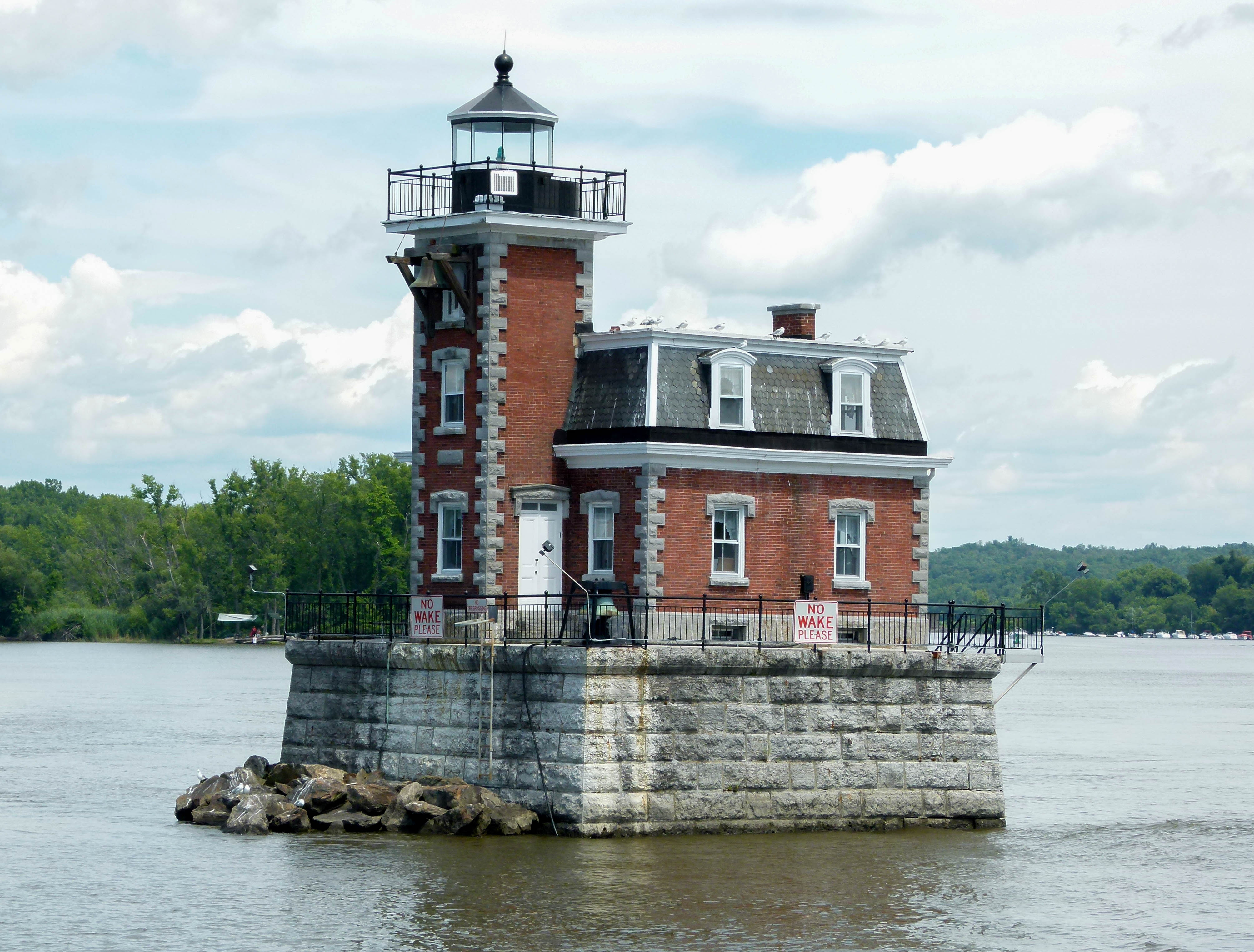
Le phare
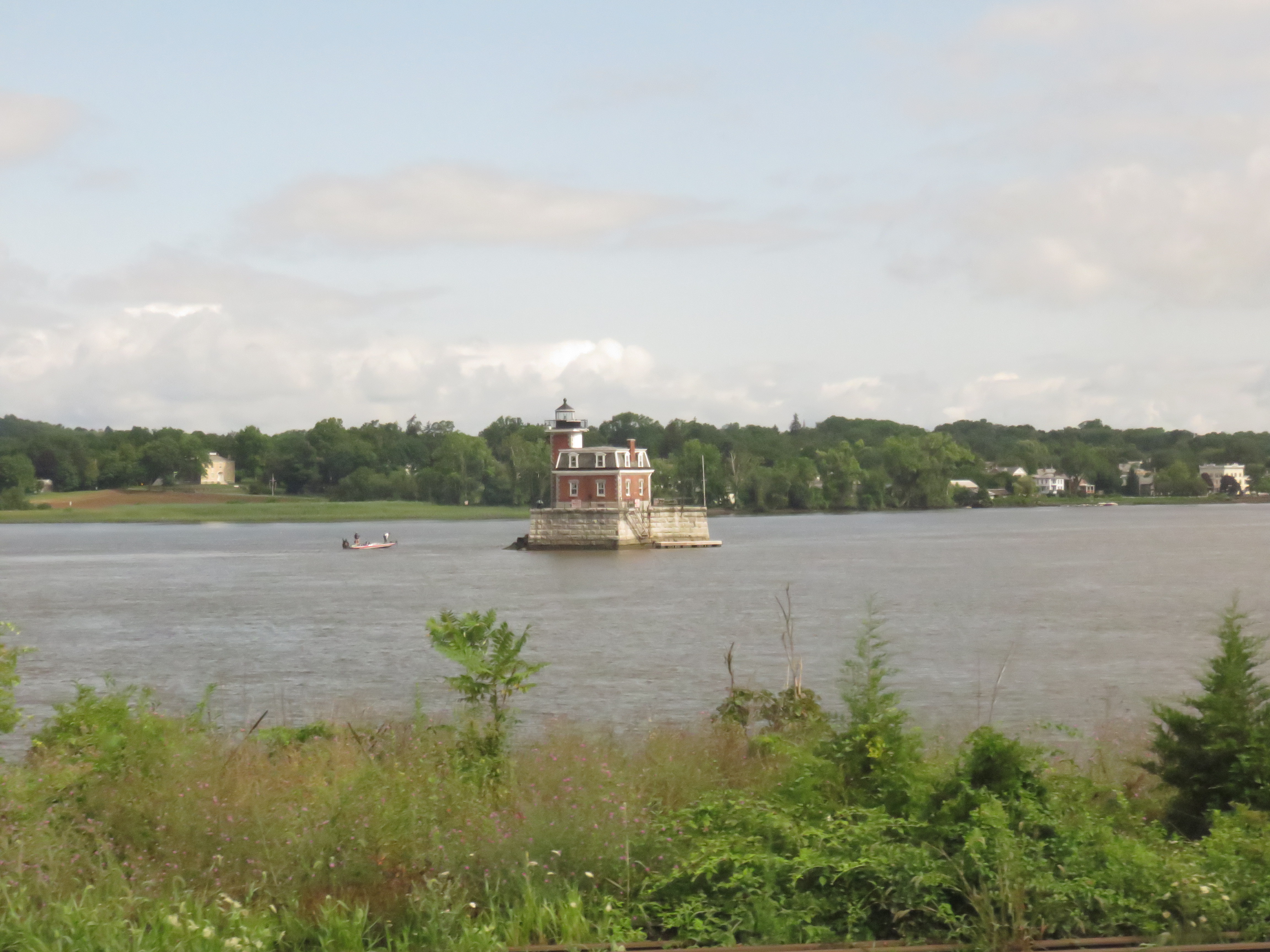
Phare (actuellement)

### Lien connexe
- Liste des phares de l'État de New York